# Спасское (Березниковское сельское поселение)
Спа́сское — деревня в Собинском районе Владимирской области России, входит в состав Березниковского сельского поселения.

## География
Деревня расположена на берегу старицы реки Клязьма в 11 км на северо-запад от центра поселения села Березники и в 13 км на юго-запад от райцентра Собинки.

## История
В конце XIX — начале XX века деревня входила в состав Березниковской волости Судогодского уезда, с 1926 года — в составе Собинской волости Владимирского уезда. В 1859 году в деревне числилось 12 дворов, в 1905 году — 27 дворов, в 1926 году — 30 хозяйств и начальная школа.
С 1929 года деревня входила в состав Березниковского сельсовета Собинского района, с 2005 года входит в состав Березниковского сельского поселения.

## Население
| 1859 | 1905 | 1926 |
| ---- | ---- | ---- |
| 139  | 196  | 178  |

| 1859 | 1905 | 1926 | 2002 | 2010 | 2021 |
| ---- | ---- | ---- | ---- | ---- | ---- |
| 139  | ↗196 | ↘178 | ↘13  | ↗21  | ↘18  |